# Saint-Hilaire-les-Andrésis
Saint-Hilaire-les-Andrésis és un municipi francès, situat al departament del Loiret i a la regió de Centre – Vall del Loira. L'any 2007 tenia 909 habitants.

## Demografia

### Població
El 2007 la població de fet de Saint-Hilaire-les-Andrésis era de 909 persones. Hi havia 357 famílies, de les quals 82 eren unipersonals (30 homes vivint sols i 52 dones vivint soles), 123 parelles sense fills, 119 parelles amb fills i 33 famílies monoparentals amb fills.
La població ha evolucionat segons el següent gràfic:
Habitants censats

### Habitatges
El 2007 hi havia 572 habitatges, 363 eren l'habitatge principal de la família, 187 eren segones residències i 23 estaven desocupats. 568 eren cases i 3 eren apartaments. Dels 363 habitatges principals, 307 estaven ocupats pels seus propietaris, 47 estaven llogats i ocupats pels llogaters i 8 estaven cedits a títol gratuït; 3 tenien una cambra, 13 en tenien dues, 54 en tenien tres, 115 en tenien quatre i 178 en tenien cinc o més. 299 habitatges disposaven pel capbaix d'una plaça de pàrquing. A 156 habitatges hi havia un automòbil i a 190 n'hi havia dos o més.

### Piràmide de població
La piràmide de població per edats i sexe el 2009 era:
| Homes | Edats   | Dones |
| ----- | ------- | ----- |
| 0     | 95 o +  | 4     |
| 0     | 90 a 94 | 4     |
| 4     | 85 a 89 | 4     |
| 4     | 80 a 84 | 0     |
| 8     | 75 a 79 | 12    |
| 20    | 70 a 74 | 16    |
| 32    | 65 a 69 | 12    |
| 24    | 60 a 64 | 24    |
| 16    | 55 a 59 | 24    |
| 32    | 50 a 54 | 32    |
| 16    | 45 a 49 | 24    |
| 28    | 40 a 44 | 12    |
| 40    | 35 a 39 | 32    |
| 28    | 30 a 34 | 32    |
| 16    | 25 a 29 | 16    |
| 16    | 20 a 24 | 12    |
| 36    | 15 a 19 | 24    |
| 36    | 10 a 14 | 12    |
| 8     | 5 a 9   | 32    |
| 24    | 0 a 4   | 12    |

## Economia
El 2007 la població en edat de treballar era de 580 persones, 409 eren actives i 171 eren inactives. De les 409 persones actives 364 estaven ocupades (191 homes i 173 dones) i 44 estaven aturades (21 homes i 23 dones). De les 171 persones inactives 77 estaven jubilades, 43 estaven estudiant i 51 estaven classificades com a «altres inactius».

### Ingressos
El 2009 a Saint-Hilaire-les-Andrésis hi havia 399 unitats fiscals que integraven 995,5 persones, la mediana anual d'ingressos fiscals per persona era de 18.492 €.

### Activitats econòmiques
Dels 43 establiments que hi havia el 2007, 1 era d'una empresa alimentària, 1 d'una empresa de fabricació de material elèctric, 3 d'empreses de fabricació d'altres productes industrials, 10 d'empreses de construcció, 14 d'empreses de comerç i reparació d'automòbils, 3 d'empreses de transport, 3 d'empreses d'hostatgeria i restauració, 1 d'una empresa immobiliària, 3 d'empreses de serveis i 4 d'empreses classificades com a «altres activitats de serveis».
Dels 10 establiments de servei als particulars que hi havia el 2009, 1 era un taller de reparació d'automòbils i de material agrícola, 2 paletes, 2 guixaires pintors, 1 fusteria, 1 lampisteria, 1 electricista, 1 empresa de construcció i 1 restaurant.
Dels 4 establiments comercials que hi havia el 2009, 1 era una botiga de menys de 120 m², 2 botigues d'equipament de la llar i 1 una botiga de material de revestiment de parets i terra.
L'any 2000 a Saint-Hilaire-les-Andrésis hi havia 25 explotacions agrícoles que ocupaven un total de 2.352 hectàrees.

## Equipaments sanitaris i escolars
El 2009 hi havia una escola elemental integrada dins d'un grup escolar amb les comunes properes formant una escola dispersa.

## Poblacions més properes
El següent diagrama mostra les poblacions més properes.